# Miroslav Bendík
Miroslav Bendík (ur. 1974) – słowacki strzelec, mistrz świata juniorów.

## Kariera sportowa
Specjalizował się w strzelaniach do ruchomej tarczy. 5 razy stanął na podium mistrzostw świata juniorów. Dokonał tego na turnieju w 1994 roku, podczas którego zdobył 3 złote i 2 brązowe medale. Zwyciężył w indywidualnych zawodach w strzelaniu do ruchomej tarczy z 50 m. Wraz z drużyną został złotym medalistą w ruchomej tarczy z 10 m i ruchomej tarczy z 50 m, a także brązowym medalistą w ruchomej tarczy z 10 m mix i ruchomej tarczy z 50 m mix (we wszystkich konkurencjach drużynowych Słowację reprezentowali: Miroslav Bendík, Peter Pelach i Peter Plánovský)
Startował w mistrzostwach Europy juniorów, jednak nie zdobył indywidualnie żadnych medali. Najwyżej był na 7. pozycji w ruchomej tarczy z 50 m podczas mistrzostw Europy juniorów w 1994 roku. Uczestniczył w seniorskich mistrzostwach Europy, jednak bez zdobyczy medalowych. Startował również bez powodzenia w Pucharze Świata.

## Wyniki

### Medale mistrzostw świata juniorów
Opracowano na podstawie materiałów źródłowych:
| Mistrzostwa   | Konkurencja                     | Wynik             | Miejsce |
| ------------- | ------------------------------- | ----------------- | ------- |
| Mediolan 1994 | Ruchoma tarcza, 10 m, druż.     | 1657 pkt. (druż.) |         |
| Mediolan 1994 | Ruchoma tarcza, 10 m mix, druż. | 1099 pkt. (druż.) |         |
| Mediolan 1994 | Ruchoma tarcza, 50 m            | 586 pkt.          |         |
| Mediolan 1994 | Ruchoma tarcza, 50 m, druż.     | 1739 pkt. (druż.) |         |
| Mediolan 1994 | Ruchoma tarcza, 50 m mix, druż. | 1132 pkt. (druż.) |         |